# Xikhobàlovo
Xikhobàlovo (en rus: Шихобалово) és un poble de l'óblast de Vladímir, a Rússia, segons el cens del 2010 tenia 993 habitants. Pertany al districte municipal de Iúriev-Polski.